# 長野電鐵3000系電聯車
長野電鐵3000系電聯車（日语：／ Nagano Dentetsu 3000-kei densha）是長野電鐵的長野線使用的電聯車，也是該公司時隔11年引進的新型通勤型電聯車。
本型車是為了替換車體老化的長野電鐵3500系和3600系電聯車，而由東京地下鐵轉讓的營團03系電聯車改裝而成的車輛。首輛編組於2020年5月30日在長野線的須坂站和長野站間往返一趟，但受到嚴重特殊傳染性肺炎疫情的影響並未立刻投入使用，至6月22日才開始在線上運轉。本型車依據長野電鐵的列車型號命名規定取名為3000系，並由東京地下鐵的子會社地下鐵車輛負責改造工程。
本型車的車頭漆上代表長野電鐵的紅色條紋，並在車門旁安裝供旅客使用的開關按鈕。而本型車也是長野電鐵首款採用交流馬達變頻器的車輛，可降低列車的電力消耗。